# Cineteca Pollitzer

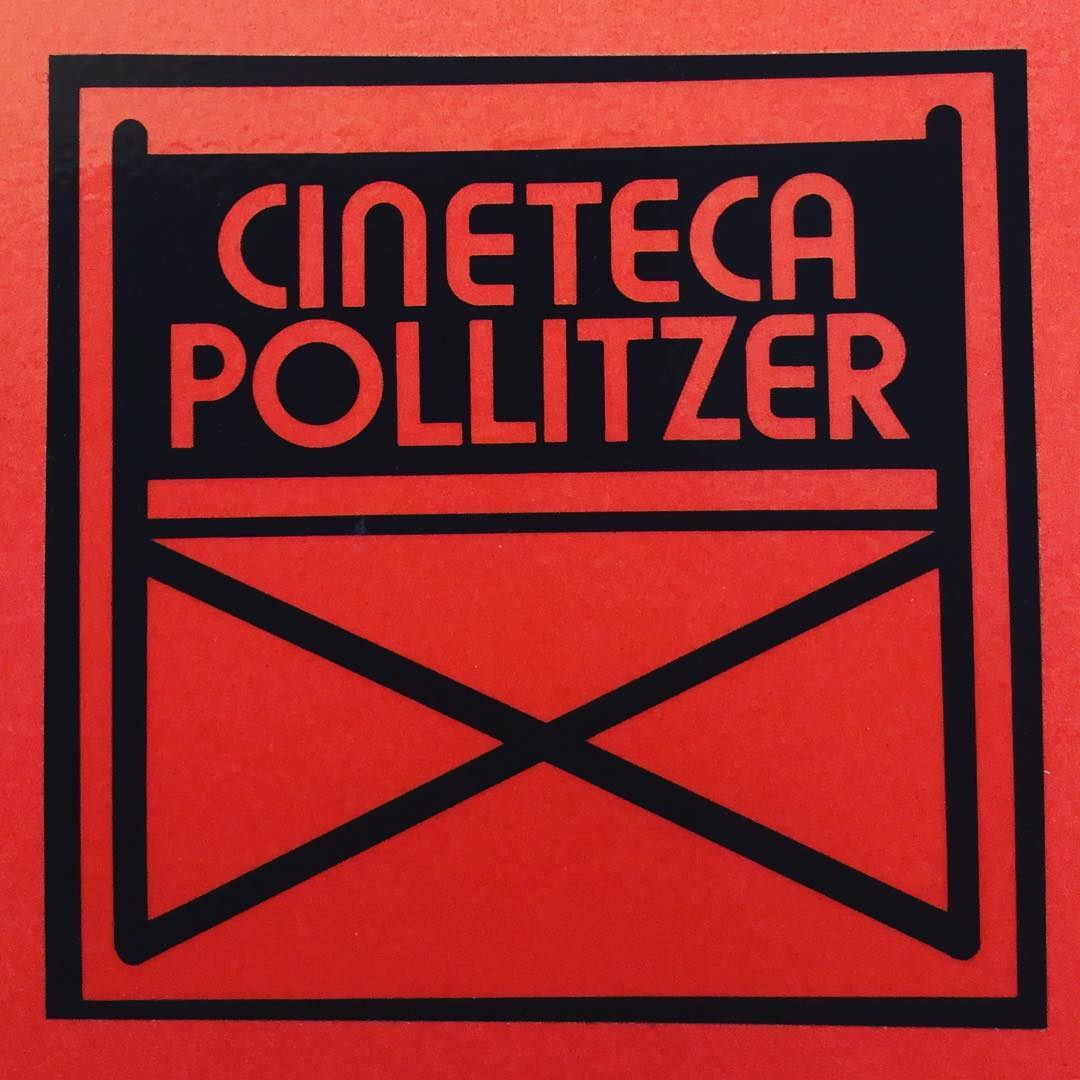
Logo della Cineteca Pollitzer

La Cineteca Pollitzer è stato l'ente che, su iniziativa della Federazione delle Colonie Libere Italiane in Svizzera, si è occupato di organizzare cineforum, gestire l'importazione di film e promuovere la formazione al linguaggio audiovisivo fra gli emigranti italiani in Svizzera. Il periodo di maggiore attività di questo ente è stato fra la fine degli anni '60 e l'inizio degli anni '80 del novecento .
L'attività della Cineteca Pollitzer ha ricevuto importante impulso da due organizzazioni particolarmente attive in Italia, l'ARCI e la Società Umanitaria di Milano che hanno posto i presupposti per l’avvio delle attività cinematografiche in terra elvetica, con l’obbiettivo di creare un legame con il movimento politico, sociale e sindacale svizzero.
Fra i principali ispiratori di questa attività vi è stato il professore universitario di pedagogia, critico cinematografico militante Filippo Maria De Sanctis che giocò un ruolo fondamentale nello sviluppo dei cineclub migranti in Svizzera, come formatore degli animatori e supporto organizzativo. Teorizzò pagine molto interessanti relative ai pubblici subalterni in una prospettiva fortemente influenzata dal marxismo.
Furono numerosi i cineforum nati nelle varie città svizzere: nel 1969 se ne registravano 12, e nel 1974 erano 23 i gruppi recensiti che coinvolgevano decine di migliaia di tesserati italo svizzeri. Con il tempo si è venuta a creare una collezione di film, alla fine organizzata in una vera e propria cineteca, dedicata ad Alfredo Pollitzer, uno dei più attivi animatori culturali di questa esperienza. Oggi il fondo è depositato presso la Cineteca Nazionale Svizzera.  Le attività dei cineforum della Cineteca Pollitzer si arrestano all’inizio degli anni ’80. Alcuni tentativi di rifondazione della Cineteca vennero fatti negli anni successivi.